# Kilmarnock Football Club
El Kilmarnock Football Club es un club de fútbol de Escocia, con sede en Kilmarnock, Ayrshire. Fundado en 1869, es el segundo equipo de fútbol más antiguo de Escocia y el más antiguo a nivel profesional en el país. Juega en la Scottish Premiership, primera categoría del fútbol escocés.

## Historia
La fundación del club data de los primeros días del fútbol organizado en Escocia, cuando un grupo de jugadores de cricket, buscando algo distinto, forman un equipo de fútbol en 1869. Originalmente jugaban con reglas de rugby, pero las dificultades que tuvieron y la gran influencia de Queen's Park F.C. los persuadieron para adoptar la reglas. Sus inicios se reflejan en el nombre del estadio, Rugby Park.

## Palmarés

### Títulos nacionales
- Liga de Escocia (1): 1964-65
- Copa de Escocia (3): 1919-20, 1928-29, 1996-97
- Copa de la Liga de Escocia (1): 2011-12
- Segunda División de Escocia (3): 1897-98, 1898-99, 2021-22

### Títulos regionales
- Kilmarnock Merchants' Charity Cup (16):[3] 1883-84,1885-86, 1891-92, 1893-94, 1895-96, 1897-98, 1898-99, 1899-00, 1900-01, 1913-14, 1927-28, 1928-29, 1930-31, 1931-32, 1934-35, 1938-39
- Ayr Charity Cup (5):[4] 1887-88, 1927-28, 1933-34, 1934-35, 1936-37
- Ayrshire Cup (44):[5] 1884, 1885, 1886, 1891, 1896, 1897, 1898, 1899, 1900, 1921, 1922, 1923, 1928, 1930, 1931, 1935, 1947, 1951, 1952, 1953, 1954, 1955, 1956, 1957, 1959 (shared), 1960, 1962, 1966, 1972, 1973, 1974, 1979, 1981, 1982, 1983, 1984, 1985, 1987, 1990, 1992, 1993, 1994, 1996, 1998
- Ayrshire Qualifying Cup (3):[6] 1906-07, 1922-23, 1925-26

### Títulos honoríficos
- UEFA Respect Fair Play ranking (1): 1999

## Participación en competiciones de la UEFA
| Competicion UEFA | Competicion UEFA       | Competicion UEFA  | Competicion UEFA     | Competicion UEFA | Competicion UEFA | Competicion UEFA |
| Temporada        | Torneo                 | Ronda             | Club                 | Casa             | Visita           | Global           |
| ---------------- | ---------------------- | ----------------- | -------------------- | ---------------- | ---------------- | ---------------- |
| 1964–65          | Inter-Cities Fairs Cup | 1                 | Eintracht Frankfurt  | 5–1              | 0–3              | 5–4              |
| 1964–65          | Inter-Cities Fairs Cup | 2                 | Everton              | 0–2              | 1–4              | 1–6              |
| 1965–66          | European Cup           | Preliminar        | 17 Nëntori           | 1–0              | 0–0              | 1–0              |
| 1965–66          | European Cup           | 1                 | Real Madrid          | 2–2              | 1–5              | 3–7              |
| 1966–67          | Inter-Cities Fairs Cup | 2                 | Antwerp              | 7–2              | 1–0              | 8–2              |
| 1966–67          | Inter-Cities Fairs Cup | 3                 | La Gantoise          | 1–0              | 2–1              | 3–1              |
| 1966–67          | Inter-Cities Fairs Cup | 1/4               | Lokomotive Leipzig   | 2–0              | 0–1              | 2–1              |
| 1966–67          | Inter-Cities Fairs Cup | Semifinales       | Leeds United         | 0–0              | 2–4              | 2–4              |
| 1969–70          | Inter-Cities Fairs Cup | 1                 | Zürich               | 3–1              | 2–3              | 5–4              |
| 1969–70          | Inter-Cities Fairs Cup | 2                 | Slavia Sofia         | 4–1              | 0–2              | 4–3              |
| 1969–70          | Inter-Cities Fairs Cup | 3                 | Dinamo Bacău         | 1–1              | 0–2              | 1–3              |
| 1970–71          | Inter-Cities Fairs Cup | 1                 | Coleraine            | 2–3              | 1–1              | 3–4              |
| 1997–98          | UEFA Cup Winners' Cup  | Clasificatoria    | Shelbourne           | 2–1              | 1–1              | 3–2              |
| 1997–98          | UEFA Cup Winners' Cup  | 1                 | Nice                 | 1–1              | 1–3              | 1–4              |
| 1998–99          | UEFA Cup               | 1                 | Željezničar          | 1–0              | 1–1              | 2–1              |
| 1998–99          | UEFA Cup               | 2                 | Sigma Olomouc        | 0–2              | 0–2              | 0–4              |
| 1999–00          | UEFA Cup               | Clasificatoria    | KR Reykjavík         | 2–0              | 0–1              | 2–1              |
| 1999–00          | UEFA Cup               | 1                 | Kaiserslautern       | 0–2              | 0–3              | 0–5              |
| 2001–02          | UEFA Cup               | Clasificatoria    | Glenavon             | 1–0              | 1–0              | 2–0              |
| 2001–02          | UEFA Cup               | 1                 | Viking               | 1–1              | 0–2              | 1–3              |
| 2019–20          | UEFA Europa League     | 1° Clasificatoria | Connah's Quay Nomads | 0–2              | 2–1              | 2–3              |
| 2024–25          | UEFA Europa League     | 2° Clasificatoria | Cercle Brugge        | 1–1              | 0–1              | 1–2              |
| 2024–25          | UEFA Conference League | 3° Clasificatoria | Tromsø               | 2–2              | 1–0              | 3–2              |
| 2024–25          | UEFA Conference League | Play-off          | Copenhagen           | 0–2              | 1–1              | 1–3              |